# 문성곤
문성곤(文星坤, 1993년 5월 9일 ~ )은 대한민국의 농구 선수이며,포지션은 스몰 포워드이다.뛰어난 수비능력을 가지고 있는 미래가 기대되는 선수다.10월 26일 드래프트 1순위로 안양 KGC인삼공사에 입단하였다.
그러나 2023년 5월 17일 자신의 fa를 수원 KT소닉붐로 부터 5년 7억8000만원에 계약했다.

## 경력

### 안양 KGC인삼공사시절
2015-2016 시즌에는 쟁쟁한 선배들에 밀려 출전 시간이 적었지만, 2016-2017 시즌에는 출전 시간이 늘어나며 수비력과 동시에 득점력이 향상되며 김승기 감독의 신뢰를 얻었다.

### 상무 농구단시절
2016-2017 시즌이 끝난 후 상무에 지원하였다. 2017년 4월 19일에 상무에 합격하였고, 5월 8일 입대하였다. 제대일은 2019년 2월 7일이다. 군복무기간이 단축되면서 9일 빨라진 1월 29일에 제대한다.

### 안양 KGC인삼공사복귀
2019년 1월 29일에 전역하였다. 1월 31일 부산 KT 소닉붐과의 경기에서 복귀전을 치렀고, 지난 시즌보다 좋은 기량으로 팀에 보탬이 되고있다.
2019-2020 시즌을 앞두고 박지훈, 변준형과 함께 감독에게 주요 선수로 꼽혔다. 시즌이 들어서자 리바운드와 수비등 궃은일을 마다하지 않고 팀의 승리에 큰 보템이 되고 있는 선수이다. 특히나 수비에서 큰 도움이 되고 있다. 슛은 성공률은 평범하지만 어쩔 때는 신기할 정도로 엄청 잘 들어갈 때가 종종 있다.

## 출신학교
- 성동초등학교
- 삼선중학교
- 경복고등학교
- 고려대학교

## 가족관계
- 배우자 : 곽민정 (2021년 5월 29일 ~ 현재)
- 처남 : 곽태영

## 경력
- 2015.08 제28회 FIBA 아시아 선수권 대회 국가대표
- 2013.08 제27회 FIBA 아시아 선수권 대회 국가대표
- 2011 제10회 FIBA U19 세계남자농구선수권대회 국가대표

## 사생활
2020년 5월 4일, 코치로 재직 중인 피겨스케이트 선수 출신인 곽민정과 내년 5월에 결혼한다고 밝혔다.